# یواس‌اس سیرما (ای‌کی-۱۳۴)
یواس‌اس سیرما (ای‌کی-۱۳۴) (به انگلیسی: USS Syrma (AK-134)) یک کشتی بود که طول آن ۴۴۱ فوت ۶ اینچ (۱۳۴٫۵۷ متر) بود. این کشتی در سال ۱۹۴۴ ساخته شد.